# Космопоиск
„Космопоиск“ (Общероссийская научно-исследовательская общественная организация, ОНИОО) е организация за изследване на паранормални и аномалийни явления на територията на Русия.
Организацията е създадена през 1980 г. Първоначално съществува като изследователска група към Московския авиационен институт.
Организацията се занимава с феномена НЛО и с Тунгуския метеорит.